# Chrysiridia
Chrysiridia is een geslacht van vlinders uit de familie van de Uraniidae (Uraniavlinders) uit Afrika, waaronder Madagascar. Het geslacht werd opgericht door Jacob Hübner in 1823..

## Soorten
- Chrysiridia croesus (Gerstaecker, 1871)
- Chrysiridia rhipheus (Drury, 1773)
- Chrysiridia prometheus (Drapiez, 1819)